# OG3NE
Le OG3NE (conosciute anche come Lisa, Amy & Shelley) sono un girl group olandese formato nel 2007. Il gruppo è composto dalle tre sorelle Lisa, Amy e Shelley Vol, di cui le ultime due sono gemelle.
Le ragazze hanno fatto il loro debutto partecipando al Junior Eurovision Song Contest 2007, piazzandosi undicesime con la canzone Adem in, adem uit. Nel 2014 hanno vinto la quinta edizione di The Voice of Holland. Hanno rappresentato i Paesi Bassi all'Eurovision Song Contest 2017 con la canzone Lights and Shadows.

## Storia
Lisa Vol è nata il 21 giugno 1994, mentre le sorelle gemelle Amy e Shelley Vol sono nate il 18 ottobre 1995 a Dordrecht, nell'Olanda meridionale, e sono cresciute a Fijnaart. Nel 2007 hanno vinto il Junior Songfestival, la selezione nazionale olandese per l'Eurovision Junior, con una canzone scritta da loro intitolata Adem in, adem uit. Hanno quindi rappresentato i Paesi Bassi al Junior Eurovision Song Contest 2007 a Rotterdam, dove si sono piazzate undicesime su 17 partecipanti, ottenendo 39 punti. Hanno pubblicato il loro album di debutto, 300%, nel 2008, e Sweet 16, il secondo album è uscito nel 2011.
Nel 2014 le OG3NE si sono presentate alle audizioni per la quinta edizione di The Voice of Holland con il loro nuovo nome (fino ad allora erano conosciute come Lisa, Amy & Shelley). Hanno cantato Emotion di Samantha Sang, e tutti i quattro i giudici hanno espresso interesse nell'averle nella loro squadra. Le ragazze hanno scelto Marco Borsato come mentore. Dopo essersi sempre qualificate per la puntata successiva grazie al televoto, le OG3NE hanno vinto l'intera stagione di The Voice of Holland, diventando il primo gruppo vincitore. In occasione della loro vittoria hanno pubblicato il singolo Magic, che ha raggiunto il terzo posto nella classifica olandese. Il loro terzo album, We Got This, è uscito il 30 settembre 2016 e ha raggiunto il primo posto nei Paesi Bassi.
Il 29 ottobre 2016 è stato reso noto che le OG3NE erano state scelte dall'ente radiotelevisivo olandese AVROTROS per rappresentare il loro Paese all'Eurovision Song Contest 2017 a Kiev. La loro canzone, Lights and Shadows, è stata confermata il 2 marzo 2017 e pubblicata il giorno successivo. Le OG3NE si presentano alla seconda semifinale e passano il turno, collezionando 200 punti e piazzandosi 4º. Le olandesi partecipano così alla serata finale il 13 Maggio e, con 150 punti, riescono ad arrivare all'undicesimo posto.

## Discografia

### Album in studio
- 2008 – 300%
- 2011 – Sweet 16
- 2016 – We Got This